# 莱卡 (掸邦)
莱卡，亦作崃卡，是缅甸掸邦莱林县莱卡镇区下辖的一个镇，也是莱卡镇区的行政中心。

## 教育
该地区有莱卡华文佛经学校等华文学校。